# Thalassomonhystera praetenuis
Thalassomonhystera praetenuis is een rondwormensoort uit de familie van de Monhysteridae. De wetenschappelijke naam van de soort is voor het eerst geldig gepubliceerd in 1993 door Bussau.